# Paskov (přírodní památka)
Přírodní památka Paskov se nachází v zámeckém parku města Paskov. Předmětem ochrany je biotop kriticky ohroženého páchníka hnědého (Osmoderma eremita). Přírodní památka je zároveň evropsky významnou lokalitou. Dlouhodobým cílem péče je zachovat existenci stávající populace evropsky významného druhu páchníka hnědého. Biotopem páchníka jsou dutiny vzrostlých listnatých stromů v zámeckém parku.